# Italian Championship Wrestling
La Italian Championship Wrestling (ICW) è una federazione italiana di wrestling attiva a livello nazionale ed europeo. È attualmente la terza federazione europea per numero di spettacoli organizzati annualmente ed è affiliata all'Ente di promozione sportiva CSEN.

## Storia
Nata nel 2000 dall'idea del veneziano Nino Baldan, la ICW raggiungerà nel dicembre 2021 il traguardo di 550 eventi e si esibisce con i suoi spettacoli in tutta Italia. 

Nel corso degli anni la federazione ha acquisito uno spazio sempre maggiore nei media nostrani con interviste e recensioni che sono apparse più volte su diverse testate e gli stessi wrestler hanno più volte presenziato a spettacoli radiofonici e televisivi. 

Red Devil, uno dei patriarchi della compagnia, ha collaborato per diverso tempo con la rivista "Wrestling Power".
Il 23 maggio 2013 viene annunciata la nascita del web show della federazione, dal nome di "Onda d'Urto" e la prima puntata dello spettacolo è stata trasmessa sul canale YouTube ufficiale della federazione in data 28 maggio 2013. Dal 7 aprile 2017 la ICW inizia a trasmettere un nuovo spettacolo su YouTube, ICW High Voltage. Dal 15 Settembre 2018 la ICW inaugura il Format ICW Fight Forever, una serie di eventi dedicati a un pubblico di appassionati, con cadenza mensile presso il Centro Sportivo di San Paolo d'Argon (BG), trasmessi poi su Twitch e YouTube.
Il 17 dicembre 2022, ICW Pandemonium XX è stato il primo evento di wrestling italiano a venire trasmesso per intero in diretta su YouTube, con telecamere multiple, regia e commento dal vivo.

## Campioni
| Titolo                           | Campione            | Regno | Luogo   | Evento          | Data             |
| -------------------------------- | ------------------- | ----- | ------- | --------------- | ---------------- |
| Italian Heavyweight Championship | Lupo                | 3     | Bergamo | Pandemonium XXI | 16 dicembre 2023 |
| Interregional Championship       | Mark Reed & Machete | 1     | Bergamo | Fight Forever   | marzo 2024       |
| Italian Tag Team Championship    | Falco e Flamingo    | 1     | Bergamo | Pandemonium XXI | 16 dicembre 2023 |
| Italian Lightweight Championship | Irene               | 1     | Bergamo | Fight Forever   | aprile 2024      |
| Fight Forever Championship       | Goro                | 1     | Bergamo | Fight Forever   | marzo 2024       |
| Italian Women's Championship     | Irene               | 2     | Bergamo | Pandemonium XXI | 16 dicembre 2023 |

## Eventi

### Attuali
Diversi sono gli eventi prodotti dalla ICW. I più importanti sono a cadenza annuale e sono:
- ICW Cold War
- ICW WrestleFest
- ICW Vendetta
- ICW Fighting Day
- ICW WrestleRama
- ICW Il Numero Uno
- ICW Summertime
- ICW La Legge del Più Forte
- ICW Academy Cup
- ICW Guerra Civile
- ICW Vae Victis
- ICW Pandemonium

### Passati
- ICW Saranno Campioni (sostituito da ICW Generation che riprende il medesimo concetto, con un maggiore spazio riservato alle nuove promesse)
- ICW Academy Attack

## Il Numero Uno
Il Trofeo "Il Numero Uno" è il torneo più importante nel calendario ICW. Ecco l'albo d'oro:
- 2004 - Tsunami
- 2005 - Kaio
- 2006 - Andres Diamond
- 2007 - Lupo
- 2008 - Charlie Kid
- 2009 - Red Devil
- 2010 - Kobra
- 2011 - Doblone
- 2012 - Goran Il Barbaro
- 2013 - Lupo (2)
- 2014 - Andy Manero
- 2015 - Marcio Silva
- 2016 - Nick Lenders
- 2017 - Tony Callaghan
- 2018 - Akira
- 2019 - Luca De Pazzi
- 2020 - Non disputata
- 2021 - Tony Callaghan (2)
- 2022 - Trevis Montana
- 2023 - Luca Bjorn

## Academy Cup
Dal 2010 è stata introdotta una nuova competizione, il Trofeo "Academy Cup" che viene messo in palio in un torneo a cui partecipano coppie formate da un membro del roster principale ed uno dell'academy della federazione. 

Nel 2014 il torneo viene svolto in versione trio e con le squadre composte da un membro del roster principale e due allievi dell'academy ma dall'edizione 2015 il torneo ritorna alla classifica formula a coppie.
- 2010 - OGM & Omega
- 2011 - Alessandro Corleone & Alex Fit
- 2012 - Doblone & Taurus
- 2013 - Crazy G & Jester
- 2014 - Goran il Barbaro, Tenacious Dalla & Hydra
- 2015 - Rafael & Bon Giovanni
- 2016 - Mr. Excellent & Tony Callaghan
- 2017 - Queen Maya & Irene
- 2018 - Eron Sky & Hardcore Cassi
- 2019 - Dennis, Hardcore Cassi & Dotti Offishall

## Collaborazioni internazionali
La Federazione Italiana di Wrestling è stata una dei membri fondatori della UEWA (Union of European Wrestling Alliances), ossia il circuito d'élite del Wrestling Europeo.
Già da diversi anni la ICW collabora con le maggiori federazioni europee partecipando a spettacoli realizzati all'estero ed invitando le federazioni straniere a partecipare negli spettacoli italiani ed anche realizzando spettacoli congiunti.
La ICW invita inoltre gli atleti più importanti e promettenti del mondo del wrestling per partecipare agli spettacoli e tenere stage con i lottatori del roster principale e della Academy ICW.
Tra le numerose federazioni del vecchio continente che hanno collaborato con la ICW possiamo citare:
- le britanniche:
  - WAW World Association of Wrestling
  - Bellatrix
  - Real Deal Wrestling
  - Chick Fight
  - AWA United Kingdom
  - Chapman Promotions
  - All-Star Wrestling
  - IPW:UK
  - Insane Championship Wrestling
  - Shropshire Wrestling Alliance
- le elvetiche:
  - Swiss Championship Wrestling
  - Swiss Power Wrestling
  - Rings of Europe
  - WWPW World Wide Pro Wrestling
  - PWLE Pro Wrestling Live Events
- le iberiche:
  - Empresa de Wrestling Europea (EWE)
- le scandinave:
  - Norges Wrestling Forbund
- le transalpine:
  - Eurostars
  - ICWA
  - Force Francophone de Catch (2FC)
  - Queens of Chaos
  - Europe Catch Tour Association (ECTA)
- le teutoniche:
  - Deutsche Wrestling Allianz
  - Westside Xtreme Wrestling
  - German Wrestling Federation
- le magiare:
  - PWM Magyar Pankráció

Negli ultimi anni, inoltre, sono stati realizzati match con federazioni statunitensi di elevatissima caratura, quali:
- la National Wrestling Alliance (NWA), che ha difeso nella ICW il Titolo Mondiale Junior nel 2008
- la Ring Of Honor (ROH) che ha difeso nella ICW il Titolo Mondiale dei Pesi Massimi nel 2009
- la Chikara, dove Kaio ha debuttato il 27 agosto 2010 partecipando al torneo Young Lions Cup

## Roster

### Lottatori
| Nome                | Nome reale        | Note                         |
| ------------------- | ----------------- | ---------------------------- |
| Alessandro Corleone |                   |                              |
| Andy Manero         |                   |                              |
| Luca Bjorn          |                   | Interregional Champion       |
| Charlie Kid         |                   |                              |
| Dave Atlas          |                   |                              |
| Dennis              |                   |                              |
| Doblone             |                   |                              |
| Eron Sky            |                   |                              |
| Falco               |                   | Italian Tag Team Champion    |
| Flamingo            |                   | Italian Tag Team Champion    |
| Francesco Akira     | Francesco Begnini |                              |
| Gabriel Bach        |                   |                              |
| Hardcore Cassi      |                   |                              |
| Jesse Jones         |                   |                              |
| Kobra               |                   |                              |
| Luca De' Pazzi      |                   |                              |
| Lupo                |                   | Italian Heavyweight Champion |
| Machete             |                   |                              |
| Manuel Majoli       |                   |                              |
| Mark Reed           |                   |                              |
| Mirko Mori          |                   |                              |
| Miroslav Mijatovic  |                   |                              |
| Mr. Excellent       |                   |                              |
| Nick Freddi         |                   |                              |
| Nico Inverardi      |                   | Fight Forever Champion       |
| Panzero             |                   |                              |
| Psycho Mike         |                   |                              |
| Riot                |                   |                              |
| Rust                |                   |                              |
| Sonny Vegas         |                   |                              |
| Spencer             |                   |                              |
| Taurus              |                   |                              |
| Tenacious Dalla     |                   |                              |
| Tony Callaghan      |                   |                              |
| Trevis Montana      |                   |                              |
| Zoom                |                   | Italian Lightweight Champion |

### Divisione femminile
| Nome       | Nome reale | Note                     |
| ---------- | ---------- | ------------------------ |
| Alysea     |            |                          |
| Electra    |            |                          |
| Irene      |            | Italian Women's Champion |
| Jokey      |            |                          |
| Queen Maya |            |                          |

### Academy
| Nome            | Nome reale | Note |
| --------------- | ---------- | ---- |
| Beppe Boscolo   |            |      |
| Blacksmith      |            |      |
| Ciano Schiavon  |            |      |
| Dagon           |            |      |
| Dante           |            |      |
| Dotti Offishall |            |      |
| El Ghepardero   |            |      |
| El Tecnico      |            |      |
| Falco           |            |      |
| Flamingo        |            |      |
| Goro            |            |      |
| Jari Siberia    |            |      |
| Luke Strike     |            |      |
| Matt Mahoney    |            |      |
| Mida            |            |      |
| Mike Déraz      |            |      |
| Pedro           |            |      |
| Sirio           |            |      |
| Stephanos       |            |      |
| Zoom            |            |      |

### Arbitri
| Nome               | Note |
| ------------------ | ---- |
| Enrico Boneschi    |      |
| Emanuele Violante  |      |
| Luca Cattaneo      |      |
| Matteo Di Fina     |      |
| Stefano Giovinetto |      |

### Presentatori
| Nome           | Note |
| -------------- | ---- |
| Alberta Bani   |      |
| Andrea Dotti   |      |
| Manuel Orlandi |      |
| Emiliano Zotti |      |

## Tag Team/Stable
| Nome             | Formazione                                                  |
| ---------------- | ----------------------------------------------------------- |
| 2 Cool 4 You     | Falco & Flamingo                                            |
| L'Eclissi        | Doblone, Rust, Sirio                                        |
| La Casta         | Kobra, Mr.Excellent, Andy Manero, Alessandro Corleone, Riot |
| I Manzi Italiani | Charlie Kid & Dave Atlas                                    |
| Double Speed     | Spencer & Zoom                                              |
| Soldi Squad      | Nick Freddi & Dotti Offishall                               |
| Golden Boys      | Mark Reed, Machete & Jari Siberia                           |
| I Tre leoni      | Ciano Schiavon, Mike Déraz & Beppe Boscolo                  |

## Curiosità
È Socio Fondatore della UEWA (Union Of European Wrestling Alliances). 
La federazione ha vinto un Guinness World Records.